# Tic Tac

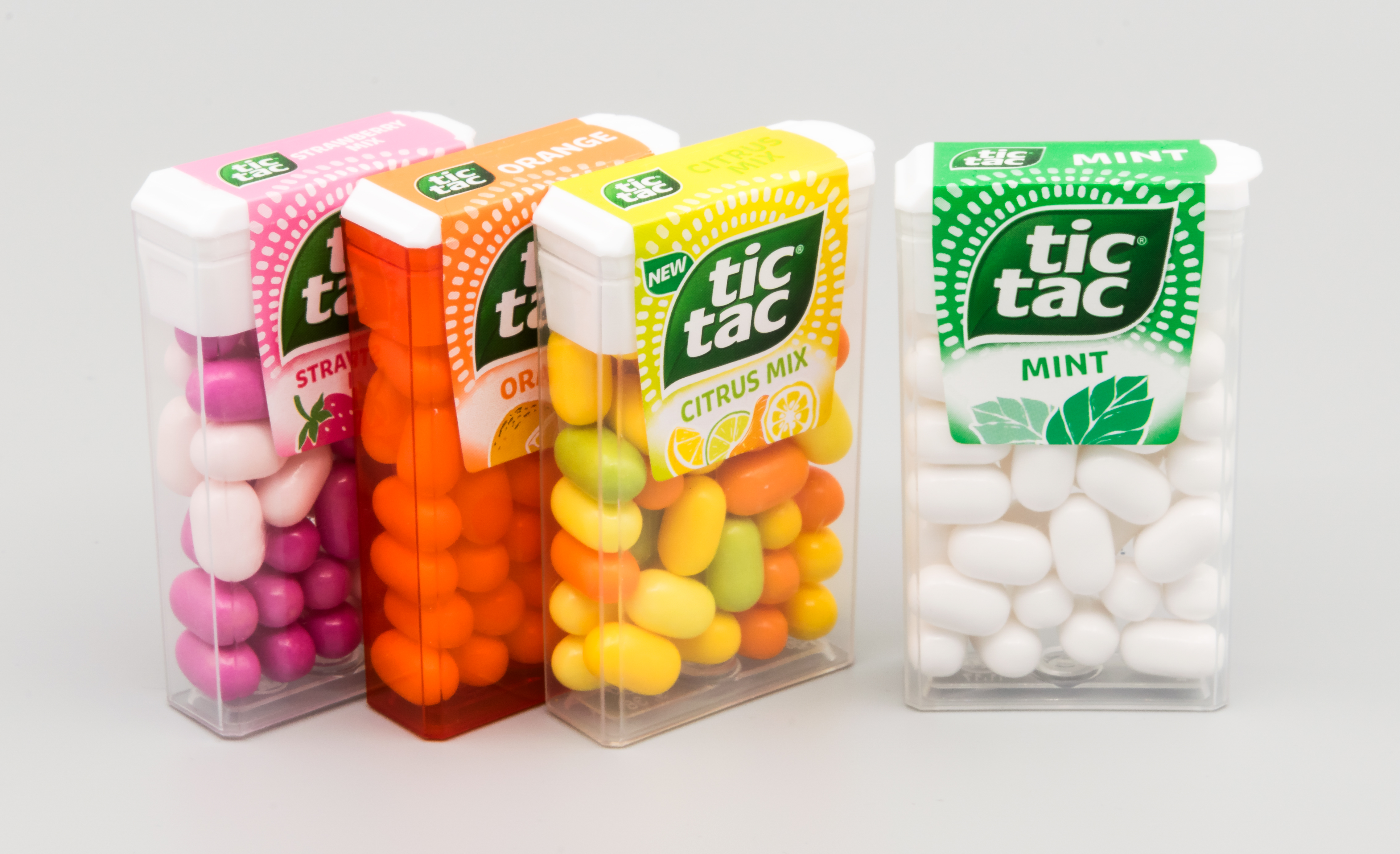
Tic Tac

Tic Tac (stylizováno jako „tic tac“) je značka malých, tvrdých mentolových bonbónů, vyráběných italskou společností Ferrero. Poprvé byly vyrobeny v roce 1969 a jsou k dostání s nejrůznějšími příchutěmi ve více než 100 zemích světa.
Obvykle jsou prodávány v malých průhledných plastových krabičkách s odklápěcím víčkem. Původně byly barveny podle příchutí, ale v mnoha zemích jsou spíše v různých barvách zmíněné průhledné krabičky, kdežto vlastní bonbóny jsou bílé.
Tic Tac ve své reklamě zdůrazňuje nízký obsah kalorií. Většina příchutí obsahuje zhruba 1,9 kalorie v jednom bonbónu.